# 16-й Македонский корпус (НОАЮ)
16-й Македонский корпус НОАЮ (сербохорв. Шеснаести македонски корпус НОВЈ / Šesnaesti makedonski korpus NOVJ, макед. Шеснаесетти македонски корпус на НОВЈ) — соединение НОАЮ, участвовавшее в Народно-освободительной войне в Югославии на территории Македонии.

## История
Образован в начале октября 1944 года в составе 42-й Македонской и Кумановской дивизий. Первым командиром корпуса был Петар Брайович, политическим комиссаром — Боро Чушкар. Корпус подчинялся непосредственно Главному штабу народно-освободительной армии и партизанских отрядов (НОАиПО) Македонии.
Части корпуса обеспечивали занятие линии коммуникации Велес — Скопье — Вране, Тетово — Скопье и Крива-Паланка — Страцин — Куманово. 42-я дивизия вела бои с отступающими немецкими частями из Греции. Отличилась в боях за Башино-Село, Нивчани, Драчево и Зелениково с 3 сентября по 4 октября. Частью сил, укреплённых 6-й бригадой 48-й Македонской дивизии, производила зачистку от баллистов горы Жеден, Суву и Карлияк, 9 ноября освободила Велес. 13 ноября, во взаимодействии с 16-й бригадой Кумановской дивизии и при поддержке партизанского подполья, освободила город Скопье. Далее Кумановская дивизия наступала по направлениям Куманово — Крива-Паланка, Куманово — Вране и Скопье — Качаник.
16-й корпус взаимодействовал с 1-й болгарской армией на направлении Крива-Риеки силами 17-й и 18-й ударных бригад Кумановской дивизии. 17-я бригада успешно отбивала с 11 по 18 октября немецкие атаки близ сёл Криви-Камен, Дренак, Орляк, Перест и Страцин на линии Крива-Паланка — Куманово. В это время 18-я бригада, совместно с 2-й и 3-й косовскими бригадами вела ежедневные бои с немецко-баллистскими войсками в окрестностях Прешево и Буяноваца на линии Куманово — Вране. 16-я бригада была задействована в боях с немцами за Качаницкое ущелье. Вместе с подразделениями 1-й болгарской армии 17-я и 18-я бригады участвовали 11 ноября в освобождении Куманово, а после освобождения Македонии с ноября по декабрь все силы корпуса разоружали баллистов на Чёрной горе у Скопье.
6 декабря 1944 корпус расформирован. Кумановская дивизия разделена по различным соединениям НОАиПО Македонии, 42-я македонская дивизия вошла в состав 15-го корпуса.